# Portes de la Casbah d'Alger
Ne doit pas être confondu avec Porte de la Casbah.

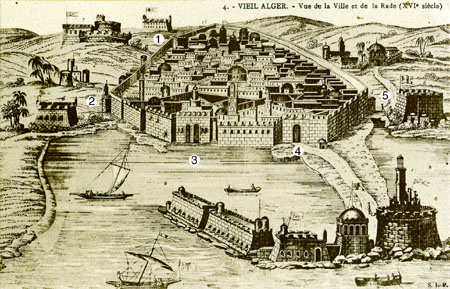
Les 5 portes d'Alger sur la carte : Bab-Jedid (1), Bab-Azzoun (2), Bab El Bahr (3), Bab Dzira (4), Bab-el-Oued (5), au XVI.

Les portes de la Casbah d'Alger (qui correspond à la vieille médina d'Alger), étaient des points d’accès stratégiques à la ville fortifiée, à l’époque de la Régence d'Alger et même avant. Elles jouaient un rôle militaire, économique et symbolique. La plupart de ces portes ont disparu ou été transformées pendant la période coloniale française, notamment lors du percement des grands axes comme le boulevard de la République. Certaines traces ou toponymes subsistent, et des reconstitutions historiques sont en cours dans les musées et dans les plans de sauvegarde de la Casbah.

## Étymologie
La Casbah d'Alger véritable cœur historique de la capitale algérienne, elle fut protégée pendant des siècles par un système défensif comprenant des remparts, des bastions et plusieurs portes monumentales appelées أبواب (en français : portes), au singulier باب (en français : porte), qui contrôlaient l'accès à la ville intra-muros.
Ces portes, réparties sur les différentes entrées stratégiques de la vieille ville, jouaient un rôle militaire, administratif, commercial et symbolique. Elles étaient ouvertes et fermées selon un horaire précis, généralement du lever au coucher du soleil, et constituaient des points de passage essentiels pour les habitants, les commerçants, les pèlerins et les autorités. Certaines d'entre elles ont également donné leur nom à des quartiers d'Alger qui existent encore aujourd’hui.
Chaque porte porte un nom qui évoque soit un personnage historique ou religieux, soit une caractéristique géographique ou fonctionnelle. Leur histoire reflète à la fois l’organisation politique de la Régence d’Alger, les pratiques sociales de l’époque ottomane, et la mémoire urbaine d’une ville à la croisée des mondes méditerranéen, africain et islamique,, :
1-Bab Sidi Ramadan est la plus ancienne des portes de la Casbah d'Alger. Elle tire son nom de la mosquée Sidi Ramadan, elle-même nommée en hommage à un soldat de l’armée musulmane ayant participé aux campagnes de conquête de l’Afrique du Nord sous le commandement de Oqba Ibn Nafi. Selon la tradition, ce soldat s’installa à Alger après la conquête, et fut enterré après sa mort dans l’un des coins de la mosquée qui fut construite sur les lieux. Le monument prit alors le nom de ce personnage. Une autre version attribue le nom de « Sidi Ramadan » à un saint homme (walî) issu d’une des tribus de la région des Ziban, dans l’actuelle wilaya de Biskra. 
Le nom est également mentionné par le cheikh Abderrahmane Djilali dans son ouvrage Histoire générale d'Algérie, où il utilise l’appellation « le commandant Ramadan » (en arabe : القائد رمضان). Il écrit à son propos :

« Le commandant Ramadan” était originaire de l'île de Sardaigne. Capturé par un commerçant turc, il fut éduqué et formé par ce dernier. Grâce à son intelligence et à ses vertus, il gravit les échelons administratifs jusqu’à devenir chef du gouvernement d’Alger en 981 H / 1574. Son mandat fut une période de prospérité et de stabilité. »

Le chroniqueur Hussein Ben Rajab Chaouch, surnommé « Ibn al-Mufti », évoque également ce personnage dans son ouvrage Taqyidat Ibn al-Mufti, où il relate les audiences judiciaires qui se tenaient dans la mosquée Sidi Ramadan. Il cite :

« Les affaires importantes étaient examinées en général le jeudi, jour où se réunissaient les ulémas : les deux juges et les deux muftis des écoles hanafite et malékite. Ils étaient assistés à l’origine par des notables et personnalités éminentes de la ville, tels que Sidi Ramadan, puis son fils Sidi El-Mehdi, et enfin son petit-fils Sidi Mohamed Cherif »

2- Bab El Oued, tient son nom de sa position géographique : elle donne sur un oued (cours d’eau) se jetant dans la mer Méditerranée. Située au niveau de la route qui longe le flanc du Djebel Bouzaréah, cette porte était stratégique. Elle était ouverte ou fermée selon les besoins sécuritaires et était reliée à un pont aboutissant à l’embouchure du cours d’eau.
3- Bab El Dzira, autrefois appelée « Bab El Djezira » (la porte de l’île), est une imposante porte métallique qui permettait aux marins arrivant du large d’entrer directement dans la ville. Elle leur était spécifiquement réservée au XVIIIe siècle. Autour de cette porte se trouvaient plusieurs casernes appartenant aux unités janissaires de la Régence d’Alger, très présentes dans la ville à cette époque.
4- Bab El Bahr, connue également sous le nom populaire de « Bab Ed-Diwana » (porte de la douane), Bab El Bahr servait de point d'entrée principal pour les marchandises arrivant par voie maritime. Cinq cloches y étaient suspendues, et les pêcheurs les faisaient sonner dix fois pour exprimer leur joie après une pêche fructueuse. Les corsaires qui opéraient à partir d’Alger surnommaient également cette porte « Bab El Jihad », car elle constituait le point de départ de leurs expéditions maritimes.
5- Bab Azzoun, doit son nom à un insurgé du quartier de la Casbah d’Alger, appelé Azzoun, qui s’était rebellé contre l’autorité ottomane en 1820. Il réussit à assiéger la ville avec ses partisans, mais fut tué par les troupes ottomanes à l’endroit même qui porte aujourd’hui son nom. De nos jours, Bab Azzoun est un espace commercial animé, notamment réputé pour ses échoppes de tissus et de vêtements traditionnels.
6- Bab Jedid, signifiant « la nouvelle porte », fut construite pour faciliter l’accès des habitants des quartiers ouest de la ville. Elle conserve encore ce nom aujourd’hui. Il s’agit de la dernière porte construite à Alger avant l’arrivée des troupes françaises en 1830. C’est par cette porte que l’armée coloniale pénétra pour la première fois dans la ville. Elle fut alors rebaptisée par les autorités coloniales françaises « Boulevard de la Victoire ».
7- Bab Es-Seboua, également appelée « Bab El Assoud » (porte des lions), est une porte isolée construite sur des îlots rocheux au large d’Alger, au milieu de la mer. Aucune source historique officielle ne permet de déterminer l’origine de ce nom, qui demeure donc mystérieux.

## Histoire
En raison des campagnes militaires successives menées contre la ville d’Alger par les navires espagnols, Hassan Pacha, fils de Khayr ad-Din Barberousse, fut appelé à gouverner Alger et à repousser les attaques espagnoles. Après avoir réussi cette mission, il décida de se consacrer à la reconstruction de la ville et à l’édification de ses fortifications. Il y fit construire le Bordj Moulay Hassan, qui prit par la suite le nom de Fort de l’Empereur, une appellation française prétextant que Charles Quint avait entamé la construction de cette forteresse. Une fois cette tour bâtie, il se consacra à l’embellissement de la ville d’Alger, à la construction des infrastructures nécessaires et à son enceinte fortifiée percée de sept portes.

## Localisation
Les portes entouraient l’ensemble du périmètre de la ville, dont la majeure partie correspond aujourd’hui à l’actuelle Casbah d’Alger. Ces portes étaient reliées entre elles par de vastes remparts édifiés dans le but d’assurer la sécurité des habitants à l’intérieur de la cité. Selon les récits traditionnels, les emplacements des principales portes étaient les suivants, :
1. Bab El Oued : située à l’ouest de la ville, en bordure du cours d’eau qui traversait la région à l’époque.
2. Bab El Dzira : positionnée au nord-est de la ville, face à la mer Méditerranée.
3. Bab El Bahr : donnait directement sur le port d’Alger (El Mahroussa) depuis le nord.
4. Bab Azzoun : se trouvait à l’est de la ville, du côté intérieur des remparts.
5. Bab Jedid : située sur les hauteurs de la ville, dans la partie sud-ouest d’El Mahroussa.
6. Bab Sidi Ramadan : se dressait à l’arrière de la ville, sur son flanc sud-est élevé.
7. Bab Es-Seboua : cette porte isolée se trouvait au milieu des îlots marins face à la ville, à l’intérieur de la mer.

## Nombre de portes
À travers les âges, Alger a porté différents noms et accueilli diverses cultures, peuples et civilisations qui s’y sont succédé. Cette ville fut appelée Icosium (signifiant « l’île des mouettes ») durant la période de l’Empire romain. Avant cela, elle faisait partie du territoire de la Numidie (vers 202 av. J.-C. – 46 av. J.-C.), royaume ancien d’Afrique du Nord dirigé par les Numides. Au fil du temps, Alger fut également désignée sous d'autres appellations telles que : El-Bahdja (la Radieuse), El-Djazaïr El-Beïda (Alger la Blanche) ou encore El-Mahroussa (la Protégée), cette dernière étant liée à ses portes fortifiées, censées protéger la ville des menaces extérieures.
Les historiens divergent quant au nombre exact de portes qu’a connues la ville, notamment en raison de la destruction de la plupart d’entre elles. À la suite de l’occupation coloniale, certaines portes ont été intégrées aux nouveaux aménagements urbains, tandis que d’autres ont tout simplement disparu, effacées par le temps et l’oubli.
Deux chiffres font toutefois l’objet de consensus dans les sources : cinq ou sept portes. Selon Karim Akkak, chercheur et figure du patrimoine populaire algérois, connu sous le nom de Cheikh El-Mahroussa, Alger comptait en réalité sept portes principales, aujourd’hui pour la plupart disparues.

## Caractéristiques des portes
Les anciennes portes d’Alger étaient de grande taille, construites en bois massif et renforcées par du fer. Certaines étaient dotées de chaînes de traction permettant de faciliter leur ouverture ou leur fermeture. Selon le chercheur en histoire Dr Abdallah Saâdi :

« Les portes anciennes d’Alger étaient en bois, de grande dimension, et fonctionnaient selon un horaire précis : elles s’ouvraient au lever du soleil et se fermaient au coucher du soleil. »

Ces portes étaient reliées aux différents quartiers de la vieille ville, laquelle se composait d’un ensemble de quartiers traditionnels aux ruelles étroites. L’ensemble était gardé par des sentinelles connues sous le nom de "gardiens de Beni Mezghenna", c’est-à-dire les gardiens d’Alger à l’époque où la ville appartenait au royaume tribal des Beni Mezghenna. L’accès y était strictement contrôlé, et les étrangers n’y entraient pas librement.
La tribu de Mezghenna, issue de la confédération Sanhadja, occupait autrefois une large portion du littoral algérien, allant des Kabyles (région des Grands-Kabyles) jusqu’à l’embouchure de l’oued Chlef, à l’ouest. L’urbanisation progressive de l’antique cité d’Icosium mena, après l’établissement de cette tribu, à la dénomination "Djazair Beni Mezghenna" (les îles des Beni Mezghenna). Ce nom évoluera avec le temps pour devenir simplement Al-Djazaïr (en français : Alger).

### Sources bibliographiques
- Abderrahmane El Djilali, Histoire générale de l’Algérie, Alger, 1965, Dar al‑Thaqafa.
- Hussein ben Rajab Chaouch (Ibn al‑Mufti), Taqyidat Ibn al‑Mufti sur l’histoire des pachas d’Alger et de ses savants, Tunis, Bayt al‑Hikma, [s.d.].
- Fatiha Zemamouche, Fetihha, Les cinq portes d’Alger : chaque porte a son histoire, 14 février 2021.
- Jean Jolly, L’Afrique et son environnement européen et asiatique, Paris, Éditions Hachette, coll. « Carré Hachette », 1973, 254 p.
- Evariste Bavoux, Alger voyage politique et descriptif dans le nord de l’Afrique, brockhaus et avenaries, Paris 1841.
- Moulay Belhamissi, Alger, la ville aux mille canons : Remparts et canons de la Casbah, Alger, Éditions ANEP, 2009.
- Albert Devoulx, « Alger étude archéologique et topographique sur cette ville, aux époques romaine (icosium), arabe (Djezair Beni Maz’renna) et turque(el Djazaïr) », in la Revue Africaine, 1875, vol19.
- Diego de Haëdo, Histoire des Rois d’Alger, édition Adolphe Jourdan, Alger 1881, (traduction de H.-D. de Grammont).
- Léon Galibert, L’Algérie ancienne et moderne, Furne, 1844.
- Klein Henri, « La Porte Bab-Azoun (Les Ganches) », in Les Feuillets d’El-Djezaïr, volume 5, 1913.
- Michel de Venture de paradis, Alger au XVIIIe siècle, E. FAgnan, Alger, 1898.
- William Shaler, Esquisse de l’État d’Alger, Paris, 1830. (traduction de l’anglais par M.X. Blanchi).